# St. Sylvester (Schlipps)

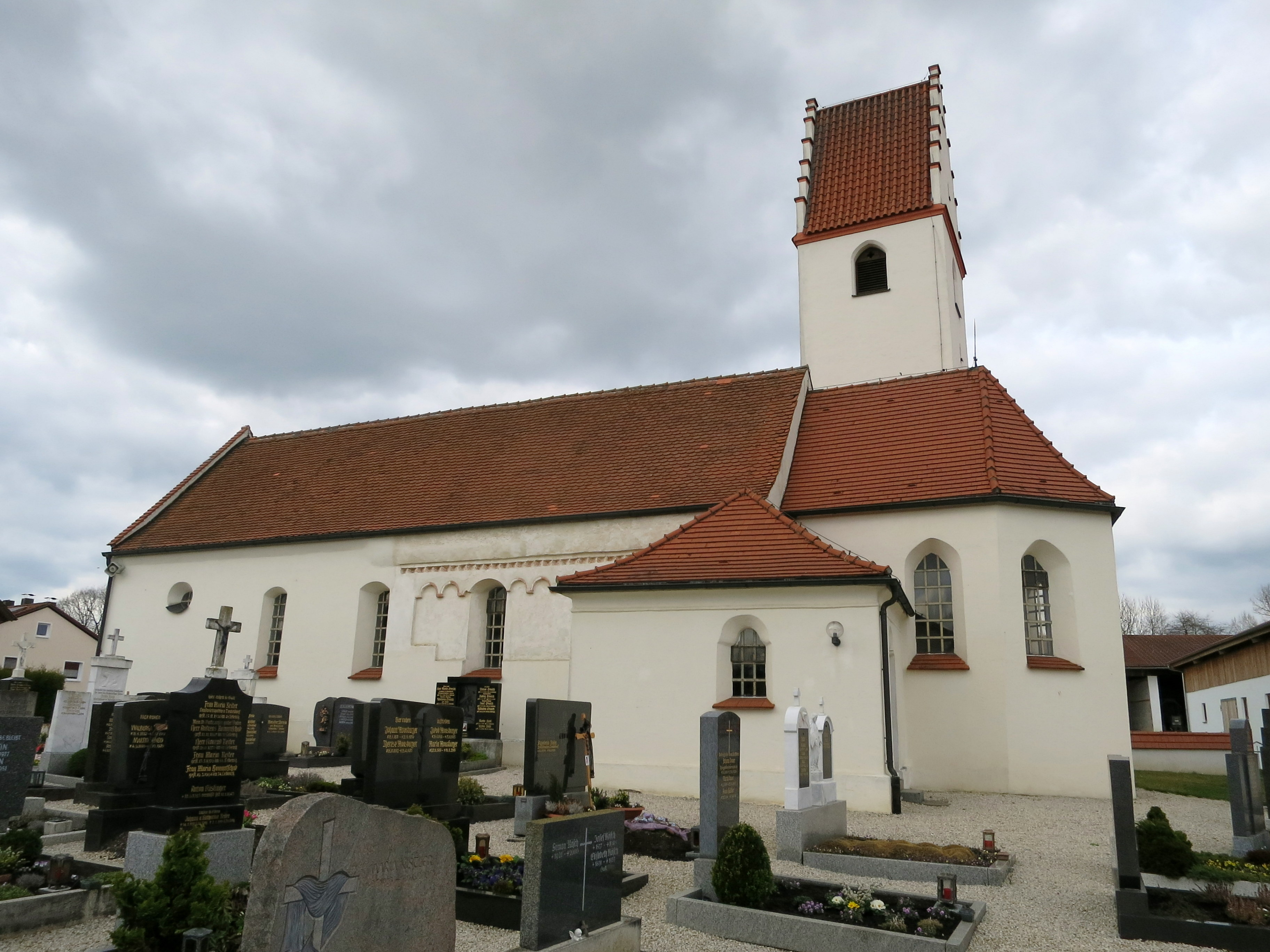
St. Sylvester in Schlipps

Die römisch-katholische Filialkirche St. Sylvester steht in Schlipps, einem Gemeindeteil von Hohenkammer im oberbayerischen Landkreis Freising. Sie ist in der Liste der Baudenkmäler in Hohenkammer als Baudenkmal unter der Nr. D-1-78-133-19 eingetragen. Die Kirche gehört zum Dekanat Freising im Erzbistum München und Freising.

## Beschreibung
Die im Kern romanische Saalkirche wurde in der ersten Hälfte des 13. Jahrhunderts erbaut und vor 1709 barock umgestaltet. Sie besteht aus dem 1839–44 nach Westen verlängerten Langhaus, dem eingezogenen, dreiseitig geschlossenen Chor im Osten, der 1744 angefügten Sakristei an der Südwand und dem um 1517 erneuerten Chorflankenturm an der Nordwand des Chors, der mit einem Satteldach zwischen Staffelgiebeln bedeckt ist. 
Der Ende des 17. Jahrhunderts gebaute Hochaltar wird von den Skulpturen des Apostel Thomas und der Maria Magdalena flankiert. Auf dem Altarretabel ist der heilige Silvester dargestellt. Auf der Brüstung der Kanzel von 1694 sind Abbilder der vier Evangelisten angebracht. Im Innenraum des Chors sind Tafelbilder der Vierzehn Nothelfer aufgehängt.

## Orgel
Die Orgel wurde 1980 von Hubertus von Kerssenbrock gebaut. Sie hat folgende Disposition:
| Manual C–g3   |      |
| Copl          | 8′   |
| Rohrflöte     | 4′   |
| Principal     | 2′   |
| Cymbel II–III | 1⁄2′ |

| Pedal C–f1  |    |
| Gedecktbass | 8′ |

- Koppel: Das Pedal ist fest angekoppelt